# Alena Bláhová
Alena Bláhová (* 21. srpna 1954, Praha - 5. května 2024) byla česká publicistka a překladatelka z francouzštiny a němčiny.

## Život
Po maturitě na Akademickém gymnáziu Štěpánská roku 1973 navštěvovala pomaturitní kurzy jazyků. Pracovala ve Státním židovském muzeu v Praze, později jako lektorka jazyků. Od roku 1980 byla v domácnosti. Na přelomu sedmdesátých a osmdesátých let jí začaly v různých samizdatových edicích (například edice Alef zaměřená na judaismus) vycházet první překlady. Od roku 1990 byla překladatelkou a publicistkou ve svobodném povolání.
Kromě knižních překladů publikovala články, recenze a překlady (především s židovskou tematikou) v různých periodikách (například Literární noviny, Respekt, Věstník židovských náboženských obcí Roš Chodeš, Židovská ročenka, Souvislosti a další). Počátkem devadesátých let se také podílela na vydávání Revolver Revue. Roku 2012 doprovodila svým textem a překlady knihu fotografa Jana Jindry Vnitřní krajiny: Rainer Maria Rilke a jeho svět ve fotografii-
Roku 1999 jí byla udělena cena Nadace Roberta Bosche a roku 2015 Umělecká cena česko-německého porozumění.

## Překlady (výběr)

### Překlady z francouzštiny
- 1993 - Charles Péguy: Eseje, společně s Janem Sokolem.
- 1993 - André Neher: Studna exilu.
- 1993 - Elie Wiesel: Talmud: portréty a legendy.
- 1994 - Elie Wiesel: Bible: postavy a příběhy.
- 1995 - André Chouraqui: Dějiny judaismu.
- 1996 - Elie Wiesel: Svět chasidů.
- 1999 - Gilles Lipovetsky: Soumrak povinnosti: bezbolestná etika nových demokratických časů, společně s Martinem Pokorným.
- 1999 - Elie Wiesel: Noc.
- 2000 - Elie Wiesel: Zlo a exil.
- 2001 - Elie Wiesel: Příběhy o naději.
- 2006 - Nicholas Schultz: Myšlenky z židovské moudrosti-
- 2007 - Elie Wiesel: Šílená touha tančit.

### Překlady z němčiny
- 1990 - Martin Buber: Chasidská vyprávění.
- 1992 - Paul Leppin: Severinova cesta do temnot.
- 1993 - Else Lasker-Schülerová: Moje zázraky.
- 1994 - Martin Buber: Život chasidů.
- 1994 - Lou Andreas-Salomé: Rainer Maria Rilke.
- 1995 - Ernest Wichner: Pražská německá literatura od expresionismu po exil a pronásledování.
- 1995 - Gerhard Gershom Scholem: Davidova hvězda.
- 1995 - Else Lasker-Schülerová: Můj modrý klavír.
- 1995 - Alice Millerová: Dětství je drama.
- 1996 - Michael Shashar: Hovory o Bohu a světě s Ješajahu Leibowitzem.
- 1996 - Martin Buber: Názory.
- 1996 - Alena Wagnerová: Milena Jesenská.
- 1996 - Rainer Maria Rilke a Lou Andreas-Salomé: Korespondence 1897-1926.
- 1996 - Lou Andreas-Salomé: Friedrich Nietzsche ve svých dílech.
- 1996 - Helmut Kohlenberger: Dopisy o Německu.
- 1997 - Marie von Thurn-Taxis: Rainer Maria Rilke v mých vzpomínkách.
- 1997 - Peter Stephan Jungk: Franz Werfel: příběh života.
- 1998 - Norbert Elias: O osamělosti umírajících v našich dnech.
- 1998 - Eugen Drewermann: O nesmrtelnosti zvířat: naděje pro trpící stvoření.
- 1998 - Sidonie Nádherná z Borutína: Kronika Vrchotových Janovic-
- 1998 - Rainer Maria Rilke: Dopisy o Cézannovi.
- 1999 - Brigitte Hamannová: Hitlerova Vídeň: diktátorova učednická léta.
- 1999 - Donald A. Prater: Jak znějící sklo: život Rainera Marii Rilka.
- 2000 - Oskar Kokoschka: Můj život.
- 2000 - Paul Klee: Vzpomínky, deníky, esej-
- 2000 - Oskar Schlemmer: Reálná (?) utopie, společně s Dagmar Magincovou.
- 2000 - Friedrich Schiller: Marie Stuartovna.
- 2001 - Lou Andreas-Salomé: Ohlédnutí za životem.
- 2001 - Erich Hackl: Loučení se Sidonií.
- 2001 - Alice Millerová: Opomíjený klíč.
- 2006 - Brigitte Hamannová: Bertha von Suttner - život pro mír.
- 2008 - Gutmann Klemperer: 	Pražský rabinát.
- 2017 - Gerhard Gershom Scholem: Mesiášská idea v judaismu a další eseje o židovské spiritualitě, společně s Martinou Volfovou.
- 2019 - Kurt Krolop: Studie o německé literatuře, spolupřekladatelka.
- 2019 - Eva van de Rakt: Pod povrchy: básně.

### Ostatní překlady
- 1996 - Chan-šan: Básně z Ledové hory, společně s Olgou Lomovou.